# Радянська окупація Литви (1940)
Радянська окупація Литви 1940 року — військова окупація Литовської Республіки Радянським Союзом відповідно до положень пакту Молотова — Ріббентропа, укладеного між СРСР та нацистською Німеччиною у 1939 році.
У жовтні 1939 року Литва під тиском Москви підписала нав'язану їй угоду «про взаємодопомогу» з СРСР, яка надала радянській стороні право на розміщення там військових баз. Після вторгнення до країни Червоної армії влітку 1940 року, Радянська влада змусила уряд Литва подати у відставку. Під наглядом радянських окупантів, новий маріонетковий комуністичний уряд влаштував фальсифіковані вибори зі сфабрикованими результатами. Відразу після виборів новообраний «народний парламент» Литви звернувся до Радянського Союзу з проханням прийняти країну до свого складу. У червні 1941 року новий Радянський уряд влаштував масові депортації так званих «ворогів народу». Відтак, потерпаючи від радянського терору, багато литовців спочатку сприйняли як звільнення німецьку окупацію під час Німецько-радянської війни.

## Передумови

Заплановані та фактичні територіальні зміни в Центральній Європі 1939—1940 років

23 серпня 1939 року у Москві був підписаний договір про ненапад між СРСР та Німеччиною, за яким сторони зобов'язалися погоджувати спільні дії; зберігати нейтральність у випадку війни однієї зі сторін проти сторонніх держав; не приєднуватись до союзів, які скеровані проти однієї зі сторін. Згідно з таємним протоколом, що додавався до цього договору, сторони поділили сфери впливу у Східній Європі, і Литва вкупі з Віленським краєм потрапила до сфери впливу Третього Рейху.
Проте 28 вересня 1939 року, через одинадцять днів після вторгнення СРСР до Польщі, до секретного протоколу пакту Молотова — Ріббентропа внесено зміни договором про дружбу та кордони між СРСР та Німеччиною: Німеччині було передано більшу частину польської території, а Литва з Віленською краєм перейшла зі сфери впливу Німеччини до сфери впливу Радянського Союзу.

## Перебіг подій

### Радянський дипломатичний тиск
Після нападу Німеччини на Польщу країни Балтії оголосили про свій нейтралітет, а представники їхніх урядів через радянських дипломатичних представників намагалися з'ясувати наміри Москви. В той самий час Німеччина тисла на Литву, щоб та розпочала військові дії по поверненню Вільнюса, проте Литва запевнила поляків, що жоден литовський вояк не переступить адміністративної лінії.
17 вересня 1939 на Польщу напав СРСР. З наближенням розгрому Польщі СРСР почав втягувати країни Балтії у перемовини про врегулювання торговельних питань, під час яких починав вимагати укладення угод про розміщення на їхній території своїх військових баз та контингентів. Для того, аби зробити литовський уряд більш поступливим в переговорах, радянські дипломати погрожували передати Вільнюс до складу Білоруської РСР. Адже з 1922 року і до Другої світової війни Вільнюс разом із прилеглим районом були анексовані Польщею, але з кінця вересня 1939 року давня литовська столиця перебувала під радянською окупацією після нападу СРСР на Польщу.
Коли СРСР вторгся до Польщі, Литва під приводом того, що військові дії проходять у безпосередній близькості до її кордонів, почала мобілізацію. Проте через нестачу фінансів мобілізацію довелося зупинити вже 2 жовтня. У той же час почалися переговори по Радянсько-литовському договору про взаємодопомогу: СРСР обіцяв віддати Литві частину захопленого у Польщі Віленського краю, в обмін на дозвіл базування 20,000 радянського військового контингенту на території Литви. Литовці пропонували збільшити власну армію та, склавши спільну військову комісію, узгоджувати дії. Переговори ускладнювало те, що на той час військові бази СРСР вже були розміщені в Естонії та Латвії. У вересні-жовтні 1939 року радянський уряд домігся від Литви підписання договору про взаємодопомогу, які надали Радянському Союзу право на розміщення в країні військових баз.
У березні 1940 року, після закінчення Радянсько-фінської війни, СРСР значно посилив політичний тиск на Литву. Навесні у цій країні трапилося кілька інцидентів із нібито зникненням радянських військових з їхніх баз. Уряд країни провів розслідування, однак його результати очікувано не задовольнили радянську сторону. Литва запропонувала Радянському Союзу провести спільне розслідування, але отримала категоричну відмову. На початку червня Молотов знов підняв питання червоноармійців-утікачів перед керівником литовського уряду.

### Початок окупації
14 червня 1940 року СРСР надіслав Литві ультиматум з вимогою змінити уряд і відкрити кордон. Міністру закордонних справ Литви Юозасу Урбшису Молотов особисто додав, що СРСР введе війська незалежно від відповіді. СРСР заздалегідь готувався до вторгнення: на кордоні було розгорнуто госпіталі для поранених, у таборах побудовано нові бараки для полонених з Балтії, до литовських міст диверсійні групи. Президент Литовської республіки Антанас Смятона, який наполягав на збройному опорі, залишившись у меншості, склав повноваження і з родиною виїхав до Німеччини.
15 червня Литва, не маючи можливості отримати допомогу з-за кордону, прийняла ультиматум, і Червона армія увійшла до країни. У Вільнюсі було сформовано новий маріонетковий комуністичний уряд на чолі з комуністом Юстасом Палецкісом, котрого через два дні прем'єр-міністр Антанас Мяркіс на вимогу СРСР призначив виконуючим обов'язки президента і главою уряду. Посаду міністра оборони в новому кабінеті міністрів зайняв колишній командуючий литовською армією Вінцас Віткаускас, який опонував Смятоні при обговоренні радянського ультиматуму.

### Радянізація Литви

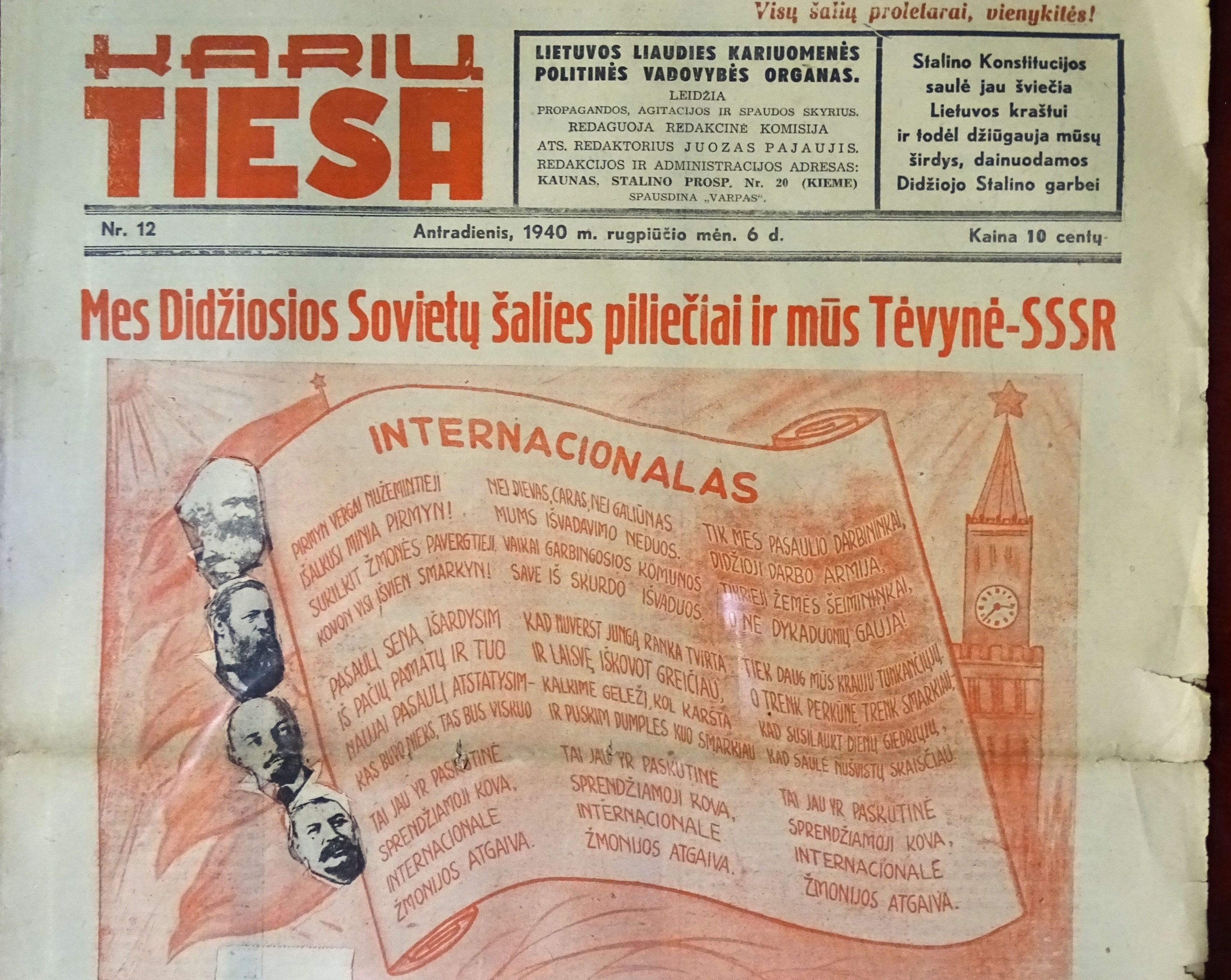
Радянська пропагандистська газета литовською мовою. Чорний текст у верхньому правому кутку: «Сонце сталінської конституції вже світить на литовську землю, тому наші серця радіють пісням на честь великого Сталіна».

Колабораціоністський уряд Палецкіса амністував політичних в'язнів-комуністів та призначив їх на важливі державні посади. Так Антанас Снєчкус став директором Департаменту держбезпеки, а Мячісловас Ґядвілас — міністром внутрішніх справ. 25 червня було легалізовано підпільну Комуністичну партію Литви, в той час як інші підпільні партії залишились поза законом. Було розпущено сейм, закрито всі некомуністичні організації, газети, журнали. 27 червня так званий «народний уряд» скасував конкордат між Литвою і Ватиканом, а 12 липня постановив передати державному банку СРСР литовське золото, яке зберігалося за кордоном. Розпочалося створення «народної міліції» та реформування Литовської армії — вона стала називатися «Литовською народною армією». Посади начальників повітів та війтів волостей зайняли прихильні до радянської влади відібрані особи.

#### Фальсифікація виборів
1 липня 1940 року новий уряд Юстаса Палецкіса оголосив, що через два тижні відбудуться вибори до парламенту — Народного сейму Литви. Комуністична партія Литви вийшла з підпілля. 11-12 липня радянська влада провела арешти діячів попереднього уряду і депортувала деяких з них, незважаючи на те, що формально Литва ще залишається незалежною державою. Законодавство було змінено таким чином, щоб комуністи та їхні союзники стали єдиними, хто може балотуватися. Результати голосувань були повністю сфабриковані: радянські ЗМІ оприлюднили їх завчасно, і за добу до закриття виборчих дільниць вони вже з'явилися в лондонських газетах. Очолюваний комуністами литовський «Народний блок» оголосив про здобуття 95 % голосів.

#### Анексія

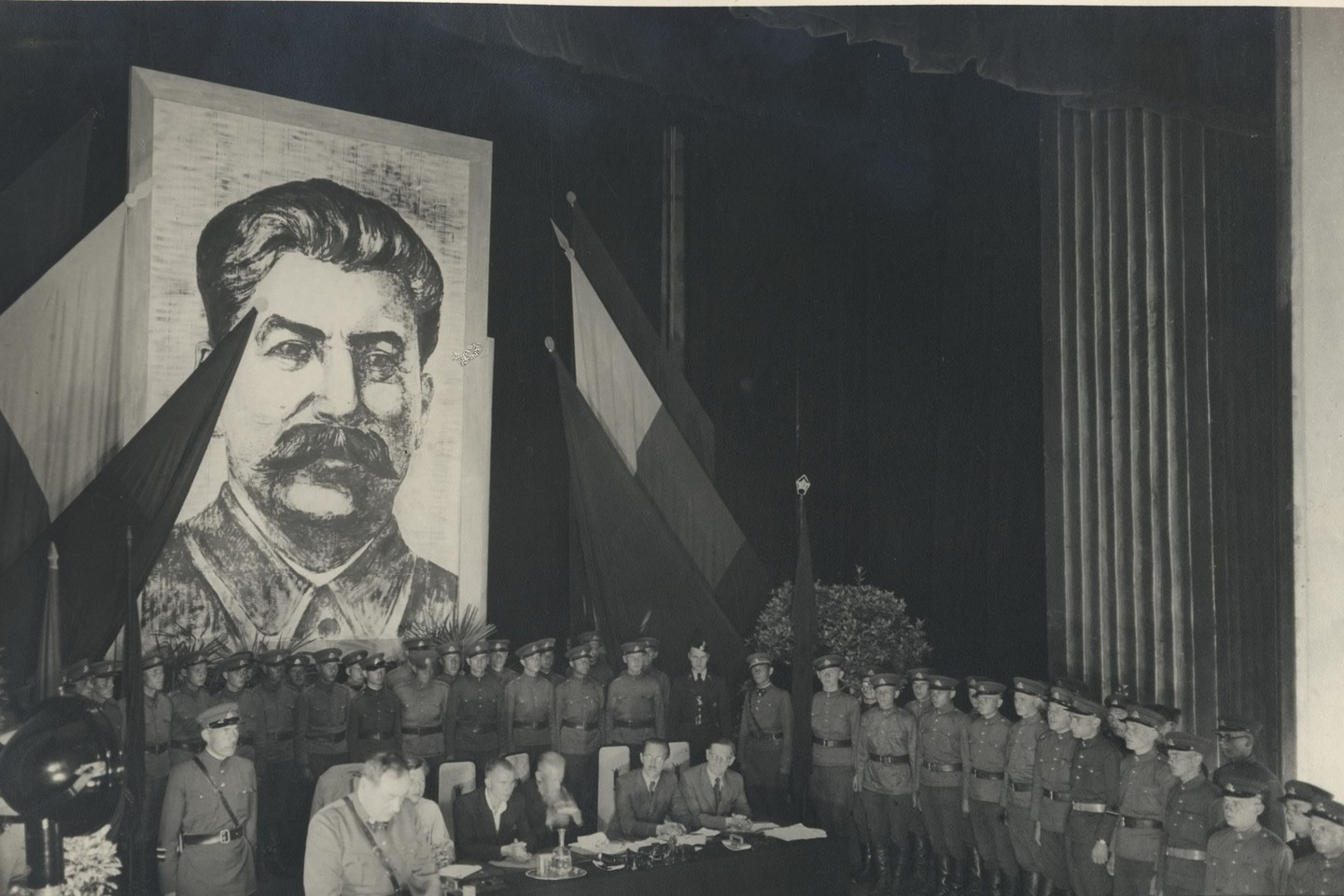
Делегація «народної армії» на засіданні «народного сейму» 22 липня 1940 року.

21 липня «Народний сейм» Литви одноголосно проголосував за проголошення радянської соціалістичної республіки та приєднання до Радянського Союзу. Верховна Рада СРСР «прийняла» цей запит 3 серпня. Ще за три дні Червона армія збільшила свій контингент в країні. Офіційна радянська заява наголошувала, що в балтійських країнах відбулися соціалістичні революції та вони висловили прохання на приєднання до СРСР. Новий встановлений радянський уряд у Литві повністю узгоджував свою політику з СРСР.
Систему влади в Литві переробили на радянський лад — 25 серпня «Народний сейм» перейменували на Верховну раду Литовської РСР, наступного дня «Народний уряд» замінили на Раду народних комісарів Литовської РСР, було затверджено радянську конституцію.

#### Депортація мешканців Литви
Одразу після виборів війська НКВС під керівництвом Івана Сєрова арештували більше 15,000 «ворожих елементів» по всій Балтії. Арешти і депортації відбувалися повільно, частково через те, що більшість радянських чиновників не могли працювати з документами, написаними на литовській мові. За перший рік радянської окупації, з червня 1940 по червень 1941 року, кількість страчених, мобілізованих до армії і депортованих литовців, поляків та євреїв становила мінімум 30,485, включно з чинним в.о. президента Литви — Антанасом Мяркісом, п'ятьма колишніми прем'єр-міністрами та 24-ма іншими литовськими міністрами. Більш масштабна операція депортації була запланована на ніч з 27 на 28 червня 1941 року, але плани радянського керівництва зірвав початок Німецько-радянської війни.